# Mildaja ghall-Qlubijal

Bandschnalle

Die Medaille Mildaja ghall-Qlubijal  ist die höchste maltesische Tapferkeitsauszeichnung, die 1975 mit dem Ġieħ ir-Repubblika Act gestiftet wurde.
Die Medaille kann an Bürger der Republik Malta für außerordentlichen Mut und Tapferkeit verliehen werden. Die Verleihung der Medaille ist nicht mit einer finanziellen Zuwendung oder sonstigen Privilegien verbunden. Eine posthume Verleihung der Medaille ist möglich. Personen, denen die Medaille verliehen wurde, sind berechtigt, das post-nominal M.R.Q. hinter ihrem Namen zu führen.

## Verleihung
Die Medaille wird vom Präsidenten der Republik auf schriftlichen Vorschlag des Premierministers verliehen. Praktisch können jedoch alle Bürger der Republik und gesellschaftliche Organisationen oder einen Vorschlag zur Verleihung einreichen. Die Vorschläge werden von einem Komitee, dessen Mitglieder der Premierminister ernennt, begutachtet und diesem vorgelegt.
Die Medaillen werden vom Präsidenten der Republik in einer feierlichen Investitur verliehen. Die Namen der Personen, denen die Medaille verliehen wurde, werden im Amtsblatt der Regierung, der Government Gazette, veröffentlicht.

## Träger der Medaille
- 13. Dezember 1997: PC Raymond Bonnici, M.R.Q.
- 13. Dezember 1997: Mr Ivan Ciantar, M.R.Q. (posthum)
- 13. Dezember 2001: PC Roger Debattista, M.R.Q. (posthum)
- 13. Dezember 2003: Mr Mario Azzopardi, M.R.Q.
- 13. Dezember 2006: Mr Richard Bates, M.R.Q.
- 13. Dezember 2007: Staff Sergeant Roger Mulvaney, M.R.Q.
- 13. Dezember 2009: Mr James Muscat, M.R.Q.[4]
- 13. Dezember 2015: Mr Karl Curmi, M.R.Q.[5]
- 13. Dezember 2017: Mr Lorenzo Attard M.R.Q. (posthum)
- 13. Dezember 2021: Dr. Raymond Grixti MRQ[6]
- 13. Dezember 2021: Mr Sean Meli MRQ[7]